# ماریانو برناردینی
ماریانو برناردینی (انگلیسی: Mariano Bernardini؛ زادهٔ ۱۴ ژانویهٔ ۱۹۹۸) بازیکن فوتبال است.